# 立石一真
立石 一真（たていし かずま、明治33年（1900年）9月20日 - 平成3年（1991年）1月12日）は、日本の実業家、技術者。オムロンの創業者。立石孝雄は長男、立石信雄は次男、立石義雄は三男。

## 来歴・人物
熊本県熊本市（現・熊本市中央区）新町に伊万里焼盃を製造販売する立石熊助およびエイの長男として生まれた。立石家は祖父･孫一が佐賀県伊万里の地で焼き物を習得し熊本に移住、｢盃屋｣を店開きした。
一新尋常小学校（現・熊本市立一新小学校）、旧制熊本中学校（現・熊本県立熊本高等学校）を経て、1921年（大正10年）熊本高等工業学校電気科一部（現・熊本大学工学部）卒業。兵庫県庁での勤務を経て、1930年（昭和5年）に「彩光社」を京都市にて設立。1933年（昭和8年）にオムロンの前身である「立石電機製作所」（重電用機能部品を生産）を設立。戦後、オートメーションの必要性からマイクロスイッチなどを自社開発し、当時の同社の資本金の4倍もの資金をかけて中央研究所を設立する。ここで計算能力をもつ体温計、自動販売機、自動改札機などの製品を次々と発明し、オムロングループを一代で大企業に育て上げた。
1991年（平成3年）1月12日死去。享年90歳。

## 書籍

### 著書
- 『永遠なれベンチャー精神』（1985年4月1日、ダイヤモンド社）ISBN 9784478148709
- 『企業家精神の復活 立石一真経営語録』（1985年5月1日、PHP研究所）ISBN 9784569215532
- 『立石一真の経営革新塾』（1988年11月17日、ダイヤモンド社）ISBN 9784478330203
- 『人を幸せにする人が幸せになる 人間尊重の経営を求めて』（1990年10月15日、PHP研究所）ISBN 9784569528816

### 関連書籍
- 『「できません」と云うな オムロン創業者立石一真』（著者:湯谷昇羊）（2008年11月7日、ダイヤモンド社）ISBN 9784478006337
  - 『「できません」と云うな オムロン創業者立石一真』（著者:湯谷昇羊）（2011年3月28日、新潮社 新潮文庫）ISBN 9784101344911